# Zoom (художник)
Zoom (Зум) — псевдоним анонимного российского андерграундного художника, представителя стрит-арта. Работал в Москве и Санкт-Петербурге с 2015 по 2023 год. Настоящее имя и возраст художника, скончавшегося 24 мая 2023 года, остаются неизвестными.

## Биография
Свою первую работу Zoom сделал 18 июля 2015 года, нарисовав в одном из московских дворов героев фильма «Криминальное чтиво» киллеров Винсента и Джулса, которые держат вместо пистолетов палки для селфи. До этого художник не занимался граффити, а работал по другим специальностям — «и в банке работал, и своё дело имел». Исходя из сказанного им в интервью 2021 года, художник какое-то время работал с напарником («Раньше нас было двое, теперь я один»).
Жил в Замоскворечье: по признанию художника, он знал этот район хорошо и считал его «для своих целей идеальным». О своей работе над граффити он рассказывал так: «каждый проект сначала „варится“ в студии, иногда по полгода. А работа непосредственно „в поле“ — это всегда соревнование на скорость, по понятным причинам. Обычно занимает от 20 минут до трёх часов, зимой каждый слой сохнет минут по 20, а слоев бывает до 10».
Участник уличных биеннале «Артмоссфера» (2016, 2018). В 2020 году на фестивале искусств «Черешневый лес» стал лауреатом премии имени Олега Янковского «Творческое открытие» за работу, изображающую героя фильма «Ностальгия» в исполнении артиста.
Последний пост в его инстаграме датирован 19 мая 2023 года.
Умер 24 мая 2023 года. 26 мая сообщение о смерти художника появилось в телеграм-канале «Бэнкси Плачет»; в своих соцсетях об этом сообщили также режиссёр Кирилл Серебренников и актёр Павел Кабанов. Причины и обстоятельства смерти не разглашались. По некоторым данным, художник покончил с собой.
Спустя некоторое время после смерти художника в его Инстаграм-аккаунте появлялись новые посты, предположительно размещённые родственниками.

## Оценки
Сам Zoom говорил о том, что у него «нет никаких иллюзий по поводу уровня» его работ: «Zoom представляет интерес только на фоне унылого кладбища, которым является Москва в смысле стрит-арта… Я просто деятель поп-культуры, уличный дизайнер. Делаю в некотором смысле китч». Он признавался, что пытается «найти некие культурные символы, иконы, которые бы объединяли людей» и что он собирает «иконостас русского поп-арта, странный микс советского наследия, духа новейших времен и тлетворного влияния Голливуда». Художник также называл себя приверженцем принципа «art for the masses»: «Мне хочется быть понятным тем, к кому я обращаюсь. Ко всем». Он не любил распространённого сравнения его со знаменитым Бэнкси: «меня дико бесит, когда меня называют „московский Бэнкси“. Это от убогости и узости кругозора. Каждый поёт о своём, у всех свои идеи и задачи».
В своих работах Zoom нередко обращался к острым социальным проблемам — «насилию силовиков, влиянию пропаганды, разрушениям войны, загрязнению природы, положению мигрантов». Он был также известен «своим бережным отношением к городу и скромностью», работая под девизом «Стрит-арт без вандализма».
В отзывах о художнике отмечалось использование им образов героев популярных фильмов и сериалов: Zoom «использует „новые народные“ символы, вступающие в диалог с сознанием современных горожан, обращающие внимание на социальные проблемы». Указывалось также на то, что в работах художника, «наглядных и мощных, читались остроумие, ностальгия по прошлому, честность и внимательный глаз».

## Работы
Большинство граффити художника оказываются закрашенными работниками коммунальных служб «в считанные часы», поэтому основным способом их распространения становятся фотографии, которые делают люди и размещают на своих страницах в социальных сетях. Сам художник размещал фотографии своих работ в своём Инстаграм-аккаунте. В интервью Zoom признавался, что «спокойно относится» к тому, что его работы закрашиваются: «Я не жалею. Стараюсь жить будущим, а не прошлым. В мимолётности — своя прелесть стрит-арта». По подсчетам художника на начало 2017 года, «из 70 работ осталось штук 5 от силы», при этом воссоздавать работы заново он принципиально не хотел.
Художник также говорил о том, что «вид медиа не имеет значения»: «Если я успел сфотографировать работу, мне уже всё равно, когда её закрасят. Это и есть результат, я не ставлю себе задачу оформления города». В 2022 году Zoom запустил интернет-проект «Закрашено», позволяющий увидеть под слоем муниципальной краски уничтоженные авторские уличные работы.
К наиболее известным работам Zoom’а, обсуждавшимся в СМИ, можно отнести:
- «Селфи» (Москва, вентиляционная шахта на Большой Серпуховской улице) — первая работа: герои «Криминального чтива» Винсент и Джулс с палками для селфи[1][2]; граффити отсылает к работе Бэнкси «Pulp Fiction»
- «Щипок» (Москва, улица Щипок) — в 2017 году под названием улицы была нарисована чёрно-белая рука, которая «как будто бы щипала стену дома»; в 2021 году на месте закрашенного рисунка художник повесил плакат с точно таким же изображением и печатями ведомств, якобы согласовывающими его установку[19][1][17]
- «Ядерная репка» (Петербург, Херсонская улица) — «постапокалиптическая интерпретация сказочной истории о репке»[20][21][22][1]
- «Ностальгия» (Москва, 1-й Щипковский переулок) — на кирпичной стене дома рядом с тем местом, где жил режиссёр Андрей Тарковский, нарисована сцена из фильма «Ностальгия»: писатель Андрей Горчаков идёт со свечой в руке; настоящая горящая свеча спрятана в небольшой нише[23]
- «Я винчу Москву» (Москва, Подкопаевский переулок) — на фоне традиционной надписи «Я ♥ Москву» вместо сердечка изображены наручники[24][25][1]
- «Достоевский расчленяет либеральную идею» (Петербург, Канал Грибоедова) — Ф. М. Достоевский с топором в руке и завязанным мешком рядом с ним[26][27][28]
- Граффити с Хабибом и Макгрегором (Москва, Садовническая набережная) — нарисованный поединок Хабиба Нурмагомедова и Конора Макгрегора (UFC 229) пропущен через измельчитель бумаги; в работе нашёл отражение инцидент, произошедший в октябре 2018 года с картиной Бэнкси «Девочка с воздушным шаром»[29]
- «Сорок тысяч сухариков» (Москва, Большая Семёновская улица, кофейня «Пан Запекан») — портрет девушки создан из сухариков разной степени прожарки[30]